# Stephen Avenue Place
Stephen Avenue Place, anteriormente Scotia Centre, es un centro comercial y de oficinas en el centro de Calgary, la mayor ciudad de la provincia canadiense de Alberta. Ubicado en 700 2nd Street SW, mide 155 metroso 41 pisos de altura y era el edificio más alto de Calgary en el momento de su finalización.
Anteriormente conocido como Scotia Center, el edificio fue comprado por Slate Asset Management en marzo de 2018 y actualmente se encuentra en un proyecto de remodelación que involucrará renovaciones significativas en el podio minorista de tres pisos y las comodidades del edificio. El proyecto contará con tres restaurantes gestionados por Concorde Group y Oliver & Bonacini.
Stephen Avenue Place lleva el nombre de George Stephen, el primer barón de Mount Stephen, que fue el visionario, empresario y financiero detrás de la creación del Canadian Pacific Railway.